# Leporinus venerei
Leporinus venerei är en fiskart som beskrevs av Heraldo A. Britski och José L. O. Birindelli 2008. Leporinus venerei ingår i släktet Leporinus och familjen Anostomidae. Inga underarter finns listade i Catalogue of Life.